# Louis Mandylor
Louis Mandylor (nacido Elias Theodosopoulos; 13 de septiembre de 1966) es un actor de cine y televisión australiano. Mandylor interpretó a Nick Portokalos en My Big Fat Greek Wedding (2002), papel que repitió en la secuela Mi gran boda griega 2 (2016).

## Primeros años
Mandylor nació en Melbourne, Victoria, Australia, hijo de inmigrantes griegos. Es el hermano menor del también actor Costas Mandylor. Él y su hermano tomaron una versión más corta del apellido de su madre, citando que el apellido paterno era demasiado largo.
Jugó para el Heidelberg United FC (Megas Alexandros) en su equipo campeón de la Liga Estatal de 1988. También jugó cinco partidos de la Liga Nacional en 1989 y marcó un gol.
Durante su carrera futbolística, también boxeó en Melbourne, ganando 14 peleas y 4 derrotas. Luego emigró a Estados Unidos para seguir originalmente una carrera de boxeo y luego una carrera de actor.

## Carrera
Mandylor interpretó a Nick Portokalos en My Big Fat Greek Wedding (2002); repitió el papel en su serie de televisión derivada My Big Fat Greek Life (2003) y en la secuela de la película My Big Fat Greek Wedding (2016).
Hizo una aparición especial en Relic Hunter con Tia Carrere. Interpretó a Louis Malone en la primera temporada de Martial Law junto a Sammo Hung. Mandylor apareció en la comedia Friends, haciéndose pasar por el gemelo de Joey en "The One With Unagi". Apareció dos veces en CSI: Miami; en la tercera temporada (2004) como ladrón/asesino, y en un papel diferente en la octava temporada (2009).
Él y su hermano Costas han actuado juntos en el episodio de Charmed "Saving Private Leo" (2002), el thriller policial Sinners and Saints (2010) y "My Brother Cicero" (1998), un cortometraje que Louis escribió y produjo. Louis interpretó al diputado Lloyd en la película de suspenso de Syfy The Cursed; protagoniza junto a su hermano Costas. Uno de sus papeles más populares fue el de Bobby DeLuca en la película Suckers (2001), donde interpreta a un buen tipo convertido en vendedor de coches.

## Filmografía

### Películas
| Año  | Título                                 | Papel                          | Notas                  |
| ---- | -------------------------------------- | ------------------------------ | ---------------------- |
| 1991 | Necessary Roughness                    | McKenzie                       |                        |
| 1995 | Life 101                               | Donnie                         | Video                  |
| 1995 | The Set-Up                             | Pauly                          |                        |
| 1996 | The Quest                              | Riggi                          |                        |
| 1997 | Champions                              | William Rockman                |                        |
| 1997 | Criminal Affairs                       | Clint Barker                   |                        |
| 1998 | My Brother Cicero                      | Nicky                          | Cortometraje           |
| 1998 | Mafia!                                 | Vincenzo de mediana edad       |                        |
| 1998 | Renegade Force                         | Peter Roth                     |                        |
| 1999 | Jack of Hearts                         | Detective Jack Newland         |                        |
| 1999 | Enemy Action                           | Price                          |                        |
| 2000 | Price of Glory                         | Davey Lane                     |                        |
| 2000 | Warm Texas Rain                        | Angel                          | Video                  |
| 2001 | Sticks                                 | -                              |                        |
| 2001 | Double Deception                       | Luke Campbell                  |                        |
| 2001 | Suckers                                | Bobby Deluca                   |                        |
| 2002 | Angel Blade                            | Kiel Parsons                   |                        |
| 2002 | My Big Fat Greek Wedding               | Nick Portokalos                |                        |
| 2002 | Hitters                                | Detective Monroy               |                        |
| 2003 | Betrayal                               | Frank Bianci                   |                        |
| 2003 | Gang of Roses                          | Sheriff Shoeshine Michel       |                        |
| 2003 | White Rush                             | Chick                          |                        |
| 2003 | Jimmy Bones                            | Jimmy Bones                    |                        |
| 2003 | Rumble                                 | Paul                           | Cortometraje           |
| 2005 | The Game of Their Lives                | Gino Pariani                   |                        |
| 2007 | Redline                                | Traficante de armas            |                        |
| 2007 | Take                                   | Terrell                        |                        |
| 2007 | Saturday Morning                       | Frankie Cicotelli              |                        |
| 2008 | The Drum Beats Twice                   | Leroy                          |                        |
| 2008 | The Sensei                             | Mark Corey                     |                        |
| 2008 | Golden Goal!                           | Paolo Del Monte                |                        |
| 2009 | In the Eyes of a Killer                | Jack                           |                        |
| 2009 | Silent Venom                           | Jake Goldin                    | Video                  |
| 2009 | Devil's Land                           | Detective Pappas               | Cortometraje           |
| 2009 | Wrong Turn at Tahoe                    | Stephen                        |                        |
| 2009 | No Time to Fear                        | Dr. Sheridan                   |                        |
| 2010 | The Cursed                             | Lloyd Muldoon                  |                        |
| 2010 | Sinners &amp; Saints                   | Cole                           |                        |
| 2010 | The Prometheus Project                 | Marcus                         |                        |
| 2010 | Stained                                | Pastor Phillip                 | Cortometraje           |
| 2010 | Hung Out to Dry                        | -                              | Cortometraje           |
| 2010 | Gerald                                 | Gerald                         |                        |
| 2010 | Bare Knuckles                          | Nedish                         |                        |
| 2011 | Not Another Not Another Movie          | Chico de la NASA               |                        |
| 2011 | The Dog Who Saved Halloween            | Kent                           | Película de televisión |
| 2011 | Life at the Resort                     | Todd Harvey                    |                        |
| 2012 | One in the Chamber                     | Demyan Ivanov                  | [ 3 ]                  |
| 2012 | A Green Story                          | Peter                          |                        |
| 2012 | Sorority Party Massacre                | Mayor Bud Carson               |                        |
| 2013 | 616: Paranormal Incident               | Ness                           |                        |
| 2013 | The Perfect Summer                     | Marcos                         |                        |
| 2013 | Persephone                             | Jack Aidoneus                  | Cortometraje           |
| 2014 | 20 Feet Below: The Darkness Descending | Lockeheed                      |                        |
| 2014 | The Takeaway                           | -                              |                        |
| 2014 | Legacy of the Tengu                    | Carson                         |                        |
| 2014 | Elwood                                 | The Watcher                    | Cortometraje           |
| 2014 | Tension(s)                             | Jake Lamar                     |                        |
| 2014 | In 10 Easy Steps                       | Senior Detective Maurice Roper |                        |
| 2014 | Alone Together                         | Henry Stratton                 | Cortometraje           |
| 2015 | AWOL-72                                | Ray                            |                        |
| 2015 | The Mourning                           | David                          |                        |
| 2015 | Adventures of a Pizza Guy              | Jack Puncher                   |                        |
| 2016 | Broken Promise                         | Reese Sinclair                 | Película de televisión |
| 2016 | Mi gran boda griega 2                  | Nick Portokalos                |                        |
| 2016 | Beyond the Game                        | Carlo                          |                        |
| 2016 | Daylight's End                         | Ethan Hill                     |                        |
| 2016 | Code of Honor                          | Detective Peterson             |                        |
| 2016 | The Sex Trip                           | Steve Burns                    |                        |
| 2016 | Hotel of the Damned                    | Nicky                          |                        |
| 2016 | The Demo                               | David Sanders                  |                        |
| 2017 | The Twin                               | Jake                           | Película de televisión |
| 2017 | The Matadors                           | Tío Peter                      |                        |
| 2017 | Larceny                                | Sendoor Tom Pumple             |                        |
| 2017 | Intrepid                               | -                              | Cortometraje           |
| 2017 | California Dreaming                    | Agent Csokas                   |                        |
| 2017 | Spreading Darkness                     | Byron Fresnel                  |                        |
| 2017 | The Intruders                          | Mark                           |                        |
| 2017 | Deadly Delusion                        | Robert Turner                  | Película de televisión |
| 2018 | Blindsided                             | Jack                           |                        |
| 2018 | Battle Drone                           | Vincent Reikker                |                        |
| 2018 | Dirty Dead Con Men                     | Agent Daniels                  |                        |
| 2018 | The Debt Collector                     | Sue                            |                        |
| 2018 | Astro                                  | Viktor Khol                    |                        |
| 2019 | Lazarat                                | Rei                            |                        |
| 2019 | I Almost Married a Serial Killer       | Rafael (II)                    | Película de televisión |
| 2019 | Night Walk                             | Guardia de prisión             |                        |
| 2019 | Avengement                             | Detective O'Hara               |                        |
| 2019 | The Mercenary                          | LeClerc                        |                        |
| 2019 | Rambo V: Last Blood                    | Sheriff                        |                        |
| 2019 | doom: Annihilation                     | Chaplain Glover                |                        |
| 2020 | Debt Collectors                        | Sue                            |                        |
| 2020 | Legacy                                 | Frank                          |                        |
| 2020 | The Doorman                            | Martinez                       |                        |
| 2021 | Frankenstein                           | De Lacey                       |                        |
| 2021 | Ave Marie                              | Maitland                       |                        |
| 2021 | Antidote                               | Dr. Aaron Hellenbach           |                        |
| 2021 | Impropriety                            | Doug Larson                    | Película de televisión |
| 2021 | Denard Anatomy of An Antihero          | Dr. Cooper                     |                        |
| 2021 | Christmas Down Under                   | Santa                          |                        |
| 2022 | Memory                                 | Drunk Broker                   |                        |
| 2022 | Borrowed Time III                      | Dr. Cooper                     |                        |
| 2022 | Sally Floss: Digital Detective         | Bill                           |                        |
| 2022 | Blowback                               | Dr. Cooper                     |                        |
| 2022 | Bring Him Back Dead                    | Trent                          |                        |
| 2022 | Renegades                              | Goram                          |                        |
| 2022 | Battle for Saipan                      | Mayor William Porter           |                        |
| 2022 | Adrenaline                             | John Slater                    |                        |
| 2022 | As Good as Dead                        | Piro                           |                        |
| 2023 | Breakout                               | Alex Baros                     |                        |
| 2023 | Mi gran boda griega 3                  | Nick Portokalos                |                        |
| 2023 | Hellhound                              | Loreno                         |                        |

### Televisión
| Año       | Título                | Papel                     | Notas                                             |
| --------- | --------------------- | ------------------------- | ------------------------------------------------- |
| 1990      | China Beach           | Aussie                    | Episodio: "You, Babe"                             |
| 1992-93   | Down the Shore        | Aldo Carbone              | Protagonista                                      |
| 1993-94   | Grace Under Fire      | Carl                      | Recurrente: temporada 1                           |
| 1995      | Get Smart             | Georgio                   | Episodio: "Shoot Up the Charts"                   |
| 1995-96   | Can't Hurry Love      | Roger Carlucci            | Protagonista                                      |
| 1997      | Nash Bridges          | Ray Goetz                 | Recurrente: temporada 2, Invitado: temporada 3    |
| 1998-99   | Martial Law           | Detective Louis Malone    | Protagonista                                      |
| 1999-2001 | Relic Hunter          | Derek Lloyd               | Recurrente                                        |
| 2000      | Friends               | Carl                      | Episodio: "The One with Unagi"                    |
| 2001      | Resurrection Blvd.    | Jake Mornay               | Episodio: "Sangre de la Mano" & "El Que Necesita" |
| 2002      | Charmed               | Nathan Lang               | Episodio: "Saving Private Leo"                    |
| 2002      | She Spies             | Leo Divornak              | Episodio: "Poster Girl"                           |
| 2003      | Touched by an Angel   | Marty                     | Episodio: "And a Nightingale Sang"                |
| 2003      | My Big Fat Greek Life | Nick Portokalos           | Protagonista                                      |
| 2004      | CSI: Miami            | Steve Riddick             | Episodio: "Crime Wave"                            |
| 2009      | Rules of Engagement   | Nick                      | Episodio: "May Divorce Be with You"               |
| 2009      | CSI: Nueva York       | Detective Christos Temmas | Episodio: "Grounds for Deception"                 |
| 2009      | CSI: Miami            | Jimmy Burris              | Episodio: "Bone Voyage"                           |
| 2010      | NCIS: Los Ángeles     | Lucas Maragos             | Episodio: "Little Angels"                         |
| 2012      | Castle                | Mister Kazoolie           | Episodio: "Cloudy with a Chance of Murder"        |
| 2017      | Hand of God           | Quintin Brode             | Episodio: "I See That Now"                        |
| 2020      | Absentia              | Guardia meridiano         | Episodio: "Veritas Aequitas"                      |
| 2022      | The Pact              | Rooster                   | Recurrente                                        |
| 2022      | The Offer             | Mickey Cohen              | Episodio: "Warning Shots"                         |